# Pilocarpus carajaensis
Pilocarpus carajaensis är en vinruteväxtart som beskrevs av L.A. Skorupa. Pilocarpus carajaensis ingår i släktet Pilocarpus och familjen vinruteväxter. Inga underarter finns listade i Catalogue of Life.